# Аннібале Піо Фабрі
Анниібале Піо Фа́брі (італ. Annibale Pio Fabri), на прізвисько Іль-Болоньєзе (італ. Il Bolognese) або Баліно (італ. Balino; 15 лютого 1696, Болонья, Папська область — 12 серпня 1760, Лісабон, Португальське королівство) — італійський композитор і оперний співак, один з найвідоміших тенорів епохи бароко.

## Біографія
Аннібале Піо Фабрі народився в Болоньї 15 лютого 1696 року в родині Антоніо Фабрі і Маддалени, уродженої Кремаскі. Навчався музиці і співу у композитора і співака-кастрата Франческо Пістоккі в його школі співу в Болоньї. У 1711 році, у віці п'ятнадцяти років, дебютував як співак, виконавши жіночі партії в двох операх Антоніо Кальдари, представлених під час карнавалу в Римі в палаці Русполі.

### Початок кар'єри
Його дебют як тенора відбувся між 7 і 30 червня 1716 року на сцені театру Формальярі в Болоньї в опері «Аларих, король готів» (італ. Alarico re dei Goti) композитора Джованні Баттіста Бассаніо. Незабаром після цього він переїхав до Венеції, де виступав зі званням «віртуоза» ландграфа Гессен-Дармштадтського до кінця 1717 року. Тут на сцені театру Сант-Анджело виконав головні партії в двох операх Антоніо Вівальді — «Арсільда, королева Понта» (італ. Arsilda regina di Ponto) і «Коронація Дарія» (італ. L'incoronazione di Dario) і в опері «Цнотливість Пенелопи» (італ. Penelope la casta) композитора Фортунато Келлера. А на сцені театру Сан-Джованні-Хризостома заспівав в операх «Фока Великий» (італ. Foca Superbo) Антоніо Лотті і «Германік» (італ. Germanico) Антоніо Поллароли.
У 1717 році був прийнятий у Болонську філармонічну академію. У 1718—1719 роках співав у Римі на сцені театру Капраніка під час карнавалу. Під час першого сезону виконав партію в опері «Вероніка, королева Єгипту, або Скачки Любові і Політики» (італ. Berenice regina di Egitto overo Le gare di Amore e di Politica) композиторів Джузеппе Скарлатті і Ніколи Порпори. Під час наступного сезону співав в операх «Астином» (італ. Astinome) Карло Франческо Поллароло і «Марк Аттіліо Регул» (італ. Marco Attilio Regolo) Алессандро Скарлатті.
У листопаді 1719 року став академіком-композитором Філармонічної академії в Болоньї, після поданої ним ораторії «Слався Цариця» (лат. Salve Regina) для 4 голосів в супроводі струнних. Тоді ж в Болоньї для ораторіанців він написав ораторії «Мучеництво святого Полієвкта» (італ. Il martirio di San Polieuto) і «Мучеництво святого Ланно» (італ. Il martirio di San Lanno). Між 1725 і 1735 роками, в кілька етапів, склав месу на честь святого Антонія Падуанського, покровителя Філармонічної академії в Болоньї.

### Розквіт кар'єри
Під час карнавалів 1719 і 1720 років співав у Римі на сцені театру Аліберті в операх «Любов і велич» (італ. Amore e maestà) і «Фарамондо» (італ. Il Faramondo) композитора Франческо Гаспаріні. У 1720—1722 роках вже в Венеції виконав партії в операх «Гризельда» (італ. Griselda) Джузеппе Марії Орландіні, «Плавтілла» (італ. Plautilla) Антоніо Поллароло і «Юлій Флавій Крисп» (італ. Giulio Flavio Crispo) Джованні Марії Капеллі. Під час карнавалу 1721 року знову в Римі виконав головну партію в опері «Артаксеркс» (італ. Artaserse), що приписується Леонардо Лео [6].
Сезон 1722—1723 років провів в Неаполі, де співав тільки головні партії в опері «Баязет, султан турок» (італ. Bajazete imperador de 'Turchi) Леонардо Лео, представленої в королівському палаці, потім на сцені театру Сан-Бартоломео в операх «Партенопея» (італ. Partenope) Доменіко Сарро (головну жіночу партію виконувала його дружина Анна Бомбачарі), «Публій Корнелій Сципіон» (італ. Publio Cornelio Scipione) Леонардо Вінчі, «Любов для царства» (італ. Amare per regnare) Миколи Порпори, «Сіфаче» (італ. Siface) Франческо Фео і «Траян» (італ. Traiano) Франческо Манчіні, і, нарешті, знову в королівському палаці, в опері «Сулла диктатор» (італ. Silla dittatore) Леонардо Вінчі.
У 1724 році повернувся до Болоньї. У 1725 році він був обраний головою (італ. Il principe) Філармонічної академії в Болоньї, і після переобирався на цю посаду в 1729, 1743, 1747 і 1750 роках. У 1727 році на сцені театру Пергола у Флоренції заспівав в опері Антоніо Вівальді «Гіперменстра» (італ. Ipermestra). У 1727—1728 роках у Венеції виконав головні партії в операх «Аріадна і Тесей» (італ. Arianna e Teseo) Ніколи Порпори, «дражлива мінливість» (італ. L'incostanza schernita) Томмазо Альбіноні і «Аджено» (італ. Ageno) Леонардо Лео.

### Співпраця з Генделем
У липні 1729 року Аннібале Піо Фабрі, разом з дружиною, був найнятий композитором Георгом Фрідріхом Генделем для Королівської академії в Лондоні. Його дебют на сцені Королівського театру відбувся 2 грудня 1729 року. Він виконав партію Беренгарія в першій постановці опери «Лотар» (італ. Lotario) Георга Фрідріха Генделя, яку композитор написав спеціально для співака. До травня 1731 року Аннібале Піо Фабрі заспівав ще в кількох його операх, які були поставлені на сценах Королівського театру і театру Хеймаркет.
У листопаді 1730 року він виконав головну партію в опері «Публій Корнелій Сципіон» (італ. Publio Cornelio Scipione). Спеціально для нього композитор переписав цю партію, що спочатку призначалася для співака-кастрата. Їм також були виконані партії Сикста в «Юлії Цезарі», Еміліо в «Партенопа», Араспа в «Птоломеї», Ормізди в «Ормізді», Олександра в «Порус, королі індійців», Готфріда в «Рінальдо» і Грімоальда в «Роделінді». Йому ж призначалася партія Атона в «Аделаїді», але цей проект так і не був реалізований.

### Завершення кар'єри
Після двох сезонів в Лондоні, в 1732 році переїхав до Відня. Великим шанувальником таланту співака і композитора був імператор Карл VI, який не тільки нагородив його званням «музиканта» і «віртуоза», але в 1733 році за дорученням став хрещеним батьком його сина.
З Відня співак повернувся до Болоньї. З 1735 по 1737 рік виступав на сценах театрів Модени, Венеції і Генуї. У 1738—1739 роках в Мадриді співав в семи операх, три з яких належали композитору Йогану Адольфу Хассе. У 1744 і 1746 роках виконав головні партії на прем'єрах опер Ніколи Порпори «Еціо» (італ. Ezio) у Флоренції і «Луцій Папір диктатор» (італ. Lucio Papirio dittatore) в Неаполі. У 1750 році завершив кар'єру оперного співака і став кантором королівської капели в Лісабоні.
Аннібале Піо Фабрі помер 12 серпня 1760 року в Лісабоні, в королівстві Португалія.

## Творча спадщина
Відомо лише про одну оперу композитора — «Олександр в Індії» (італ. Alessandro nell'Indie) за лібретто П'єтро Метастазіо. Він також є автором кількох ораторій і творів церковної музики, особливо відзначених Джованні Баттіста Мартіні. Їм був написаний підручник співу «Сольфеджіо для сопрано» (італ. Solfeggi per soprano).